# Rokia Khanika
Rokia , Rukya o Rukaiya Khanika fou una princesa de l'ulus o kanat de Txagatai, filla de Kai Khusraw Khuttalani, que es va casar amb el fill gran de Tamerlà, Jahangir ibn Timur (+ 1378), el qual va tenir altres dues esposes, Khan Zade Sufi, una princesa kungrat de Coràsmia, i Bakht Malik Aghga, filla d'Ilies Khoja Yasauri. Fou la mare de Jahan Sultan, príncep que va morir jove.
El 1399 a la tornada de Tamerlà a Samarcanda, la princesa Rokia Khanika fou l'encarregada d'oferir el banquet que fou dels mes majestuosos del regnat del conqueridor.
El 1405 a la mort de Tamerlà, estava a Samarcanda. Inicialment les emperadrius i princeses de l'expedició de Tamerlà no van poder entrar a Samarcanda per impedir-ho el governador Arghun Shah Burdalik i van haver de pernoctar als jardins de Shah Rukh, fora de la ciutat; però al dia següent, quan l'exèrcit i els prínceps van anar cap a Bukharà, van poder entrar i es van allotjar al kanikha de Muhammad Sultan, on estava el taüt de Timur on estaven també presents el príncep Muhammad Jahangir, Khan Zade i la pròpia Rukya o Rokia Khanika a mes d'altres notables del regne.
Un altre princesa homonima es va casar amb l'hereu Muhammad Sultan ibn Jahangir, net de Tamerlà (mort el 1403). El 1405 anava de Samarcanda cap a la cort del seu cunyat Pir Muhammad ibn Jahangir a Balkh, quan es va creuar amb les forces manades per Sultan Husayn Mirza. Aquest la va fer presonera i es va apoderar de les seves riqueses que va entregar als soldats per obtenir el seu suport.